# Lúcio Flávio (cônsul em 33 a.C.)
Lúcio Flávio (em latim: Lucius Flavius) foi um político da gente Flávia da República Romana nomeado cônsul sufecto em 33 a.C. com Caio Fonteio Capitão. Serviu no lugar de Lúcio Autrônio Peto, que abdicou em 1 de junho.

## Carreira
Como crescia rapidamente a quantidade de aliados de Otaviano, este aproveitou o ano de 33 a.C. para homenagear homens de pouca reputação da aristocracia romana ou pessoas com influência nas demais cidades da Itália. Por isto, apesar de ser um aliado de Marco Antônio. Foi nomeado cônsul sufecto em 33 a.C. no lugar de Lúcio Autrônio Peto em 1 de junho do mesmo ano. Apesar disto, exerceu a magistratura por apenas um mês e acabou sucedido por Mânio Acílio Glabrião.